# 5644 Maureenbell
5644 Maureenbell eller 1990 QG2 är en asteroid i huvudbältet som upptäcktes den 22 augusti 1990 av den amerikanske astronomen Henry E. Holt vid Palomarobservatoriet. Den är uppkallad efter Maureen E. Ockert-Bell.
Asteroiden har en diameter på ungefär 15 kilometer.